# Concerto pour violon no 5 de Mozart
Le Concerto pour violon no 5 en la majeur  KV. 219, dit « turc », est un concerto pour violon du compositeur autrichien Wolfgang Amadeus Mozart. Composé en 1775, il est tout à la fois le plus achevé et le plus connu des concertos écrits par Mozart pour cet instrument. Il est en trois mouvements.
La partition manuscrite originale est conservée à la Bibliothèque du Congrès de Washington (États-Unis).

## Analyse de l'œuvre
Thème introductif de l'Allegro aperto :
La lecture audio n'est pas prise en charge dans votre navigateur. Vous pouvez télécharger le fichier audio.
Thème introductif de l'Adagio :
La lecture audio n'est pas prise en charge dans votre navigateur. Vous pouvez télécharger le fichier audio.
Thème introductif du Rondeau: tempo di Menuetto :
La lecture audio n'est pas prise en charge dans votre navigateur. Vous pouvez télécharger le fichier audio.
Le concerto est en trois mouvements :
1. Allegro aperto, en la majeur, à , 226 mesures - partition
— Adagio, (mesure 40)
— Allegro Aperto, (mesure 46)
2. Adagio, en mi majeur, à 
, 128 mesures - partition
3. Rondeau : tempo di Menuetto, en la majeur, à 
, 349 mesures - partition
— Allegro, en la mineur, à 
 (mesure 132)

Ce mouvement final est constitué de deux parties enchainées, un tempo di minuetto en la majeur à 3/4 et un allegro en la mineur à 2/4, et doit sa popularité au rythme de csardas hongroise où les basses frappent les cordes avec le dos boisé de l'archet.

## Orchestration
| Instrumentation du concerto no 5 en la majeur pour violon            |
| Soliste                                                              |
| violon                                                               |
| Cordes                                                               |
| premiers violons, seconds violons, altos, violoncelles, contrebasses |
| Bois                                                                 |
| 2 hautbois                                                           |
| Cuivres                                                              |
| 2 cors en si bémol                                                   |